# 中山秋湖
中山 秋湖（なかやま しゅうこ、1876年‐没年不明）は、明治時代から大正時代にかけての日本画家、版画家。

## 来歴
水野年方の門人。秋湖と号す。東京の生まれ。風俗画、美人画、仏教画を得意としていた。1908年に伊東深水が入門する。1924年には池田輝方、池田蕉園、島成園らとともに11名合作の新版画「新浮世絵美人合」12枚揃のうち、秋湖のみが2点の版画を手がけている。

## 作品
- 「新浮世絵美人合 五月 さみだれ」 木版画
- 「新浮世絵美人合 十月 紅葉」 木版画
- 「養老孝子」 絹本着色
- 「菅原道真公之図」 絹本着色